# Puerto de Múrmansk
El Puerto marítimo comercial de Múrmansk (en ruso: Мурманский морской торговый порт) es un puerto marítimo situado en la orilla oriental de la Bahía de Kola, en el mar de Barents en la ciudad de Múrmansk. El puerto ocupa el cuarto lugar en Rusia en términos de bienes procesados y es el segundo más grande en el noroeste de Rusia (después del puerto de San Petersburgo). El puerto marítimo es uno de los mayores puertos libres de hielo en Rusia, es la columna vertebral de la economía de la ciudad. El puerto es administrado y operado por JSC El Puerto Comercial de Múrmansk.